# オリビア・コワペル
オリビエ・コワペル（Olivier Coipel）は、フランス人のコミックのアーティストである。『ハウス・オブ・M』、『リージョン・オブ・スーパーヒーローズ』
『ソー』などの作画で知られている。

## キャリア
DCコミックスで『リージョン・オブ・スーパーヒーローズ』を手がけた後、2005年1月にマーベルコミックスと独占契約を結ぶ。
マーベルでのコワペルの初めての大きな仕事のは、2005年のブライアン・マイケル・ベンディス脚本によるリミテッドシリーズ『ハウス・オブ・M』である。
2005年8月にコワペルはマーベルの主筆のジョー・カザーダから「未来のスーパースターペンシラー」になる可能性を秘めたマーベルのアーティストのグループである「ヤング・ガンズ」の一人に挙げられた。「ヤング・ガンズ」には他にジム・チャン、デビッド・フィンチ、トレバー・ヘアシン、アディ・グラノフ、スティーブ・マクニーブンらが名を連ねている。
その後コワペルは2007年7月よりJ・マイケル・ストラジンスキー脚本のオンゴーイング誌『ソー』（第3期） に起用される。コワペルは2009年のストラジンスキー降板に伴って『ソー』誌を離れた。 2009年にはベンディス脚本の『シージ』に参加し、さらに翌2010年にはヤング・アベンジャーズ』のミニシリーズ『Avengers: the Children's Crusade』を手がける。2011年にはマット・フラクションが脚本に就任した『ソー』の最初のストーリーで同誌に一時復帰する。

## ビブリオグラフィ

### マーベルコミックス
- Avengers #65-70, 77-78, 80-81
- Black Panther #16 (カバーのみ)
- Civil War II #0
- House of M #1-8
- Marvel Spotlight: Daniel Way/Olivier Coipel
- New Avengers #3 (バリアントカバーのみ), 23
- Ultimate X-Men #61 (バリアントカバーのみ)
- New Avengers Annual #1
- Stan Lee Meets Spider-Man #1 (リードストーリー)
- Uncanny X-Men #448-449
- Young Guns Sketchbook 2004
- Thor #1-6, 9-12, 600
- Hulk #5 (バリアントカバーのみ)
- Siege #1-4
- The Mighty Thor #1-6
- Avengers vs. X-Men #6-7,11
- Uncanny Avengers #5
- X-Men vol.4 #1-3

### DCコミックス
- The Legion #1-4, 5 (カバー), 6-8, 9 (カバー), 10-12, 13 (カバー), 14
- Legion Lost #1-3, 4 (カバー), 5, 6 (カバー), 8, 9 (カバー), 10-12
- Legion of Super Heroes vol. 4 #122-123, 125 (カバー)
- Legionnaires #78-81
- Legion Worlds #1 (バックアップ)